# Kronologija Domovinskog rata: kolovoz 1996.

### 1. kolovoza
- Predsjednik Tuđman otputovao, na poziv američkog predsjednika Billa Clintona, u Washington u službeni posjet, kako bi se razmotrili problemi oko provedbe daytonskih sporazuma.[1]

### 2. kolovoza
- Predsjednik Tuđman doputovao u SAD, gdje se susreo s potpredsjednikom Alom Goreom, a nakon toga i s predsjednikom Billom Clintonom.[1]
- Srpski sud u Banjoj Luci sudit će, u odsutnosti, predsjedniku BiH Aliji Izetbegoviću za ratne zločine, javio France presse.[1]

### 3. kolovoza
- Vrativši se iz službenog posjeta SAD-u, predsjednik Tuđman istaknuo kako SAD potpuno podupiru da Hrvatska pripada srednjoj Europi a ne balkanskoj regiji.[1]
- Sastanak u Washingtonu između predsjednika Clintona i Tuđmana bio je pozitivan i mi očekujemo, kazao je Carl Bildt, da će on dovesti do potpunog poštovanja zahtjeva za raspuštanjem Herceg-Bosne i ustroja vlasti u Mostaru.[1]

### 4. kolovoza
- Ni nakon sedam sati pregovora o nastavku mandata EU u Mostaru nije postignut dogovor, stoga novi mandat EU-a, pod nazivom Zajednička akcija, danas nije stupio na snagu.[1]

### 5. kolovoza
- Diljem Hrvatske proslavljen Dan domovinske zahvalnosti (oslobođenje Knina), a glavna svečana proslava bila u Zadru, na kojoj je bio i predsjednik Tuđman.[1]
- U Hrvatskoj zaključeno prikupljanje prijava za izbore u BiH, na kojima će 7. rujna glasovati oni državljani BiH koji ovdje imaju prijavljeno boravište. Prognanih Hrvata ima oko 180.000 registriranih, a najmanje još toliko drugih državljana BiH.[1]

### 6. kolovoza
- Nakon mukotrpnih pregovora hrvatske i muslimanske strane te predstavnika EU postignut sporazum o Mostaru.[1]
- Rok za upise bosanskohercegovačkih izbjeglica, koje žive u inozemstvu, na biračke popise pomaknut za još tri dana, priopćeno iz sarajevskog sjedišta OESS-a.[1]

### 7. kolovoza
- U Ateni razgovarali predsjednici Tuđman i Milošević te najavili normalizaciju odnosa Hrvatske i Srbije do kraja kolovoza.[1]
- Jednogodišnja američka vojna misija u BiH stajat će gotovo 3,5 milijarde dolara, pola milijarde više od iznosa koji je u travnju procijenio Pentagon, priopćeno u američkom Kongresu.[1]

### 10. kolovoza
- Predsjednik Tuđman u Zagrebu razgovarao s pomoćnikom državnog tajnika SAD-a Cornblumom, koji je izrazio žaljenje što, zbog primjedbi bošnjačke strane, nisu potpisani dokumenti o prijenosu vlasti na federativne organe.[1]

### 11. kolovoza
- Prva skupina hrvatskih i bošnjačkih policajaca, koji će činiti jedinstvenu policiju Federacije BiH, otputovala u Njemačku, gdje će se pripremati za obavljanje policijskih dužnosti u novim uvjetima.[2]

### 12. kolovoza
- Predsjednik Tuđman na Brijunima primio Jacquesa Kleina, voditelja Prijelazne uprave UN-a za istočnu Hrvatsku, te mu istaknuo kako mandat UN-a može biti produljen najduže za tri mjeseca.[2]

### 13. kolovoza
- Treći put nakon potpisivanja Daytonskog sporazuma, u Ženevi se s američkim tajnikom Warrenom Christopherom sastaju predsjednici Tuđman, Milošević i Izetbegović, kako bi učinili još jednu reviziju učinjenog u provedbi Sporazuma.[2]

### 14. kolovoza
- Predsjednici Tuđman i Izetbegović potpisali, nakon završenih razgovora u Ženevi, zajedničku izjavu, kojom potvrđuju da podržavaju punu provedbu Washingtonskih i Daytonskih sporazuma, te održavanje izbora u BiH na vrijeme. Dogovoreno raspuštanje institucija Herceg-Bosne.[2]
- Za Gradonačelnika Mostara vijećnici Gradskog vijeća Mostara na svojoj prvoj sjednici izabrali Ivana Prskala iz HDZ-a, a za zamjenika gradonačelnika Safeta Oručevića, kandidata Združene liste za BiH.[2]

### 15. kolovoza
- Otvorena sarajevska zračna luka za komercijalne letove - otvorenju, uz Aliju Izetbegovića, prisustvovao i Warren Christopher.[2]

### 16. kolovoza
- U Sarajevu potpisane Dogovorene mjere, prema kojima muslimani moraju ukinuti 40 institucija.[2]

### 18. kolovoza
- Stožer vojske bosanskih Srba proglasio provokacijom IFOR-ov plan za uništenje srpskog skladišta streljiva u selu Margetići kod Sokolca i kao prijetnju daljnjoj provedbi Daytonskog sporazuma.[2]

### 19. kolovoza
- Predsjednik Tuđman na Brijunima razgovarao s predstavnicima hrvatskog naroda iz BiH, na čelu kojih je bio predsjednik Federacije Krešimir Zubak. Razgovarano je o prijenosu vlasti na Federaciju.[2]

### 20. kolovoza
- U Zagrebu započeli hrvatsko-jugoslavenski pregovori o zatočenima i nestalima - sastanak od kojeg rezultate očekuje rodbina više od 2.600 nestalih i zatočenih ljudi.[2]
- Nakon razgovora generala J. P. Kleina s Matom Šimićem, predsjednikom Zajednice prognanika Hrvatske, odgođen povratak u Bilje, jer još nema uvjeta za njihovu sigurnost.[2]

### 21. kolovoza
- U Zagrebu završili hrvatsko-jugoslavenski pregovori o nestalima, srpska strana ustvrdila da nitko od ljudi s hrvatskog popisa nestalih, zatočenih i nasilno odvedenih u agresiji na Hrvatsku nije u zatvorima na području Jugoslavije.[3]
- U Hrvatskoj za glasovanje na BiH izborima prijavljeno 117.421 osoba s pravom glasa, koji će 31. kolovoza i 1. rujna glasovati na 80 biračkih mjesta.[3]

### 22. kolovoza
- Četiri mjeseca nakon nesreće američkog zrakoplova kod Dubrovnika doneseno konačno izvješće o nesreći, o kojoj nalazi američke i hrvatske komisije govore isto - pogriješila posada zrakoplova.[3]
- Ured privremene uprave za uspostavu hrvatske vlasti na području hrvatskog Podunavlja objavio da je 20. kolovoza 1996. godine u Belom Manastiru počeo raditi Administrativni ured za izdavanje dokumenata Republike Hrvatske.[3]
- Započela proizvodnja nafte na đeletovačkim poljima.[3]
- U Sarajevu otvoren ured Međunarodnog suda za ratne zločine sa zadaćom da pomogne pri istragama koje će na terenu voditi posebni timovi iz Den Haaga.[3]

### 23. kolovoza
- U Beogradu potpisan s:Sporazum o punoj normalizaciji i uspostavljanju diplomatskih odnosa između Republike Hrvatske i Savezne Republike Jugoslavije.[3]
- U ministarstvu obrane RH potpisan s:Sporazum o suradnji između ministarstava obrane Hrvatske i Turske.[3]

### 24. kolovoza
- Svjetski mediji potpisivanje sporazuma o normalizaciji i uspostavljanju diplomatskih odnosa između Hrvatske i Jugoslavije uglavnom pozitivno ocijenili, konstatirajući da je to kraj sna o 'velikoj' Srbiji.[3]

### 25. kolovoza
- U Sarajevu održan prvi predizborni skup Hrvatske demokratske zajednice BiH.[3]
- Kako bi razbila medijsku blokadu u BiH, Europska unija odlučila za promicanje medijskih sloboda pokrenuti Alternativnu informativnu mrežu (AIM).[3]

### 26. kolovoza
- Na temelju sporazuma o subregionalnoj kontroli naoružanja, u Hrvatsku prvi put doputovala inspekcija Vojske Jugoslavije.[3]
- Iz Zagreba za Sarajevo poletio zrakoplov Croatia Airlinesa na svoj prvi komercijalni let.[3]

### 27. kolovoza
- Općinski izbori u BiH, čije je održavanje, kao i održavanje općih izbora, bilo predviđeno za 14. rujna, odgođeni, zbog očitih nepravilnosti pri registraciji birača na području pod srpskim nadzorom, izjavio u Sarajevu Robert Frowick, OESS-ov predstavnik zadužen za izbore u BiH.[3]

### 28. kolovoza
- Samo 98 imena i prezimena s hrvatskog popisa nestalih i zatočenih upisano na listi od 1.150 identificiranih i neidentificiranih Hrvata poginulih u Vukovaru 1991., koju je u Zagrebu predala jugoslavenska komisija za nestale osobe hrvatskoj Komisiji za zatočene i nestale.[3]

### 29. kolovoza
- Sporazumom o normalizaciji odnosa između Hrvatske i Jugoslavije napokon je okončano zadnje dvostoljetno razdoblje posebne i zajedničke povijesti Hrvata i Srba - rekao predsjednik Tuđman u intervjuu na HRT-u.[3]

### 30. kolovoza
- Ministar Granić boravi u Sarajevu na zasjedanju Foruma Federacije, gdje je nazočan i zamjenik državnog tajnika SAD John Kornblum.[3]
- Prihvati li se teza da Dunav postane prirodna granica između dviju država, srbijansko-crnogorska federacija domogla bi se 6.811 hektara hrvatskog zemljišta, smatraju hrvatski stručnjaci za granice.[3]
- Za oružani sukob Srba i Muslimana u Mahali i Zvorniku IFOR i UN optužili SDS kao organizatora tog najtežeg prijestupa u BiH nakon potpisivanja Daytonskog sporazuma.[3]

### 31. kolovoza
- Hrvatska ustraje u odluci da mandat UNTAES-a završi 15. travnja 1997., ali je spremna dopustiti snagama UN-a da nakon tog datuma izvedu svoje povlačenje iz hrvatskog Podunavlja u sljedeća tri mjeseca, izjavio ministar Granić.[3]
- Na 86 izbornih mjesta diljem Hrvatske glasovali izbjeglice i ostali bosanskohercegovački državljani, koji glasuju u odsutnosti.[3]
- Sveta Stolica izrazila strah da bi se način sastavljanja biračkih popisa za bosanskohercegovačke izbore 14. rujna mogao pokazati kao prinos etničkom čišćenju.[3]